# Diego Nunes
Diego Nunes  (São Paulo, 12 de julho de 1986) é um automobilista brasileiro atualmente competindo na TCR South America com a equipe Cobra Racing.

## Trajetória esportiva

### Kart
Em 2001 foi campeão paulista de kart, 3º colocado na Copa Parilla e 3º lugar no Pan-Americano.
Em 2002 bicampeão paulista de kart, vice-campeão sulamericano (SUDAM), qualificação FIA para participação no Campeonato Europeu e Mundial de Fórmula Kart, 4º lugar na Copa Brasil de Fórmula Kart. Participação do Campeonato Europeu de Formula Kart nas etapas realizadas na Bélgica, Alemanha e Itália.

### Fórmula Renault
Após o kart, ingressou na Fórmula Renault de forma plena em 2003, tendo completado alguns eventos em 2002.

### Fórmula 3
Ingressou na Fórmula 3 Sul-americana em 2005, chegando em 4º lugar no campeonato.  Em 2006 obteve oito poles e uma vitória, obtendo o 3o.lugar na classificação final.

### Fórmula 3000
Em 2006 competiu em duas provas da Fórmula 3000 Euroseries. Em 2007 o piloto disputou todo o campeonato, correndo para a equipe pertencente ao mesmo grupo da antiga equipe de F1, a Minardi.

### GP2 Series
Nunes foi contratado por Campos Racing para conduzir na sua equipe na estreia da GP2 Series Asiática em 2008, mas mudou-se para a David Price Racing após a 1ª etapa do campeonato.
Na temporada de 2009 disputa pela equipe ISport International, juntamente com Giedo van der Garde.

### Stock Car Brasil
Em 5 de dezembro de 2010, Diego venceu pela primeira vez uma corrida da categoria Stock Car Brasil, na última etapa da categoria durante a temporada.

### TCR South America
Diego Nunes fez a transição para o TCR South America em 2023, correndo pela equipe Cobra Racing com o Audi RS3.

## Corridas

### Sumário da carreira
| Temporada | Campeonato                     | Nome da equipe            | Corridas | Poles | Vitórias | Pontos | Classificação final |
| --------- | ------------------------------ | ------------------------- | -------- | ----- | -------- | ------ | ------------------- |
| 2002      | Fórmula Renault 2.0 Brasileira | ?                         | 3        | 0     | 0        | 0      | NC                  |
| 2003      | Fórmula Renault 2.0 Brasileira | ?                         | 12       | 0     | 0        | 26     | 18º                 |
| 2004      | Fórmula Renault 2.0 Brasileira | Full Time Sports          | 10       | 1     | 0        | 76     | 9º                  |
| 2005      | Fórmula 3 Sul-americana        | Bassani Racing            | 18       | 1     | 3        | 72     | 4º                  |
| 2005      | Fórmula Renault 2.0 Brasileira | Gramacho Racing           | 3        | 0     | 0        | 44     | 12º                 |
| 2006      | Formula 3 Sul-americana        | Bassani Racing            | 16       | 8     | 1        | 78     | 3º                  |
| 2006      | Fórmula Renault 2.0 Brasileira | Bassani Racing            | 1        | 1     | 1        | 32     | 16º                 |
| 2006      | Fórmula 3000 Euroseries        | Minardi Team              | 2        | 0     | 0        | 6      | 15º                 |
| 2007      | Fórmula 3000 Euroseries        | Team Minardi by GP Racing | 16       | 1     | 4        | 77     | 2º                  |
| 2008      | GP2 Series                     | David Price Racing        | 20       | 0     | 0        | 3      | 22º                 |
| 2008      | GP2 Asia Series                | Campos Racing             | 2        | 0     | 0        | 0      | 19º                 |
| 2008      | GP2 Asia Series                | David Price Racing        | 8        | 0     | 0        | 2      | 19º                 |

* Temporada em andamento.